# Aventura

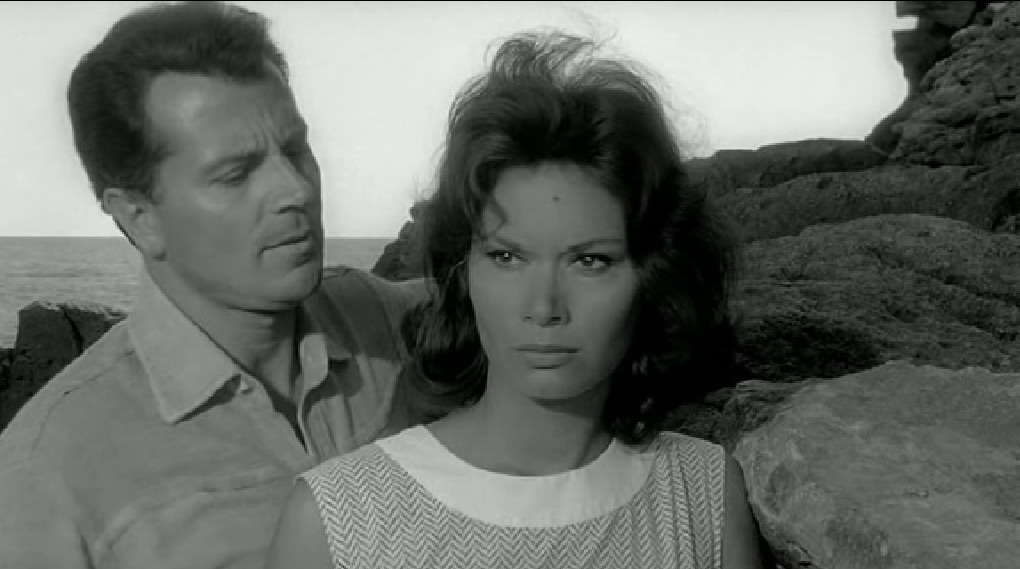
Gabriele Ferzetti și Lea Massari într-o scenă din film

Aventura (titlul original: în italiană L'avventura) este un film dramatic coproducție italo-franceză, realizat în 1960 de regizorul Michelangelo Antonioni, protagoniști fiind actorii Gabriele Ferzetti, Monica Vitti, Lea Massari și Lelio Luttazzi. 
Este primul film din așa-numita „trilogie existențială” sau „trilogie de incomunicabilitate”, continuată cu Noaptea (1961) și încheiată de Eclipsa (1962). Filmul, cel mai lung al regizorului (2 ore și 28 de minute), marchează începutul parteneriatului sentimental-artistic dintre Antonioni și Monica Vitti.

## Rezumat
În timpul unei opriri pe insula pustie Lisca Bianca cu ocazia unei excursii cu barca în Insulele Eoliene, Anna, o tânără care dăduse în repetate rânduri semne de nerăbdare, dispare. Partenerul ei, arhitectul Sandro și una dintre prietenele ei Claudia au pornit în căutarea ei, urmând câteva indicii nesigure.
În acest timp, Sandro și Claudia devin tot mai apropiați, deși Claudia este șocată și refuză orice avans. După ce și poliția a fost implicată fără succes, grupul s-a despărțit. Sandro și Claudia vor să investigheze după un indiciu despre locul unde s-ar află Anna, pe continent. În timpul căutării Annei în toată Sicilia, între cei doi se desfășoară o aventură amoroasă care de la început este cu urcușuri și coborâșuri. Toate indiciile din căutarea lor se dovedesc a fi false.
Spre sfârșit ajung la un hotel din Taormina, unde are loc o petrecere fastuoasă. În acest timp, Sandro se implică cu o starletă pe care a întâlnit-o deja o dată în căutarea sa. Claudia îi descoperă pe cei doi și părăsește consternată hotelul. Sandro o urmează și izbucnește în plâns la vederea ei. Filmul se termină fără ca Anna să reapară.

## Distribuție
- Gabriele Ferzetti – Sandro
- Monica Vitti – Claudia
- Lea Massari – Anna
- Lelio Luttazzi – Raimondo
- Giovanni Danesi – fotograful
- Renzo Ricci – tatăl Annei
- Dominique Blanchar – Giulia
- James Addams – Corrado
- Esmeralda Ruspoli – Patrizia
- Dorothy De Poliolo – Gloria
- Angela Tomasi di Lampedusa – principesa
- Giovanni Petrucci – principele Goffredo
- Renato Pinciroli – Zuria, jurnalista

## Aprecieri
„«Frapat de fragilitatea raporturilor umane, de instabilitatea morală, poitică și chiar fizică a lumii contemporane», Antonioni își propune în filmul său surprinderea «aventurii de fiecare zi, ideologică și sentimentală, ... văzută ca o dramă a imposibilității de a comunica ce-i domină pe eroi, bărbați și femei, dornici să trăiască o viață normală, dar care întâmpină atâtea dificultăți încât nu pot evita catastrofa».”— Cornel Cristian, Bujor T. Rîpeanu ,  DICȚIONAR CINEMATOGRAFIC 

## Premii și nominalizări
- 1960 - Festivalul de la Cannes
  - Premiul special al juriului lui Michelangelo Antonioni
  - Nominalizare Palme d'Or lui Michelangelo Antonioni
- 1961 - Premiile BAFTA
  - Nominalizare Cel mai bun film străin (Italia)
  - Nominalizare Cea mai bună actriță lui Monica Vitti
- 1961 - Nastro d'argento
  - Cea mai bună coloană sonoră lui Giovanni Fusco
  - Nominalizare Cel mai bun regizor lui Michelangelo Antonioni
  - Nominalizare Cel mai bun subiect lui Michelangelo Antonioni
  - Nominalizare Cea mai bună actriță lui Monica Vitti
  - Nominalizare Cea mai bună actriță în rol secundar lui Lea Massari
  - Nominalizare Cea mai bună imagine lui Aldo Scavarda
- 1961 - Premiile Globul de Aur
  - Migliore attrice rivelazione lui Monica Vitti
- 1961 - Grolla d'oro
  - Cea mai bună actriță lui Monica Vitti